# 行徳船
行徳船（ぎょうとくぶね）とは江戸から大正にかけて江戸と下総国行徳を結んだ船のこと。江戸小網町の行徳河岸から本行徳の船場を往復するところから「行徳船」と名づけられた。これらの船は行徳船のほか長渡船、番船などとも呼ばれた。
行徳船の航路は当初、行徳塩田でつくられた塩を江戸へ運ぶために1632年（寛永9年）頃からはじめられたが、やがて小名木川、新川の航路も人や物資の回送に使われるようになった。江戸中期からは庶民の成田詣にも使われた。
就航する船は最初16隻ほどだったが、1671年（寛文元年）に53隻、1848年から1853年（嘉永年間）にかけては62隻に増加し、毎日午前6時から午後6時まで江戸と行徳の間を往来した。ふつう船頭ひとりが漕ぎ手となり、24人乗りの客船で旅客や野菜や魚介類のほか日用品などの輸送を行った。

## 関連文献
- 斎藤幸雄「巻之七 揺光之部 行徳船場」『江戸名所図会』 4巻、有朋堂書店、1927年、288-290頁。NDLJP:1174161/149。